# Earl of Douglas

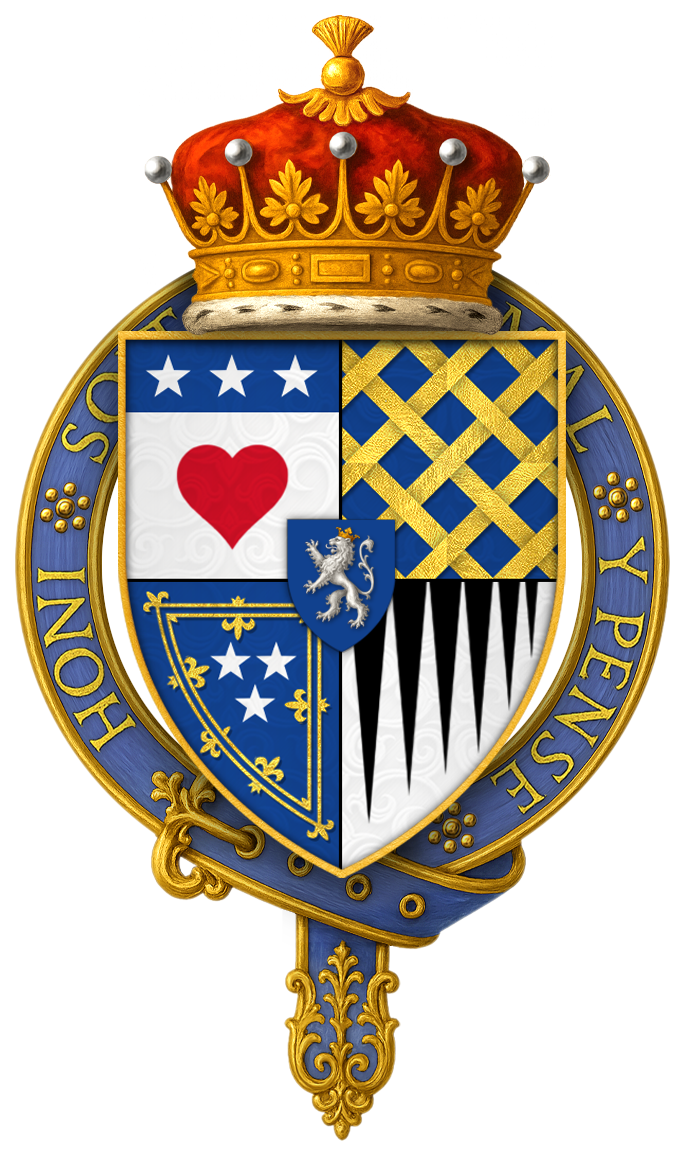
Wappen des James Douglas, 9. Earl of Douglas

Earl of Douglas war ein erblicher britischer Adelstitel in der Peerage of Scotland.

## Verleihung und Geschichte des Titels
Der Titel wurde am 26. Januar 1358 an Sir William Douglas aus dem Clan Douglas verliehen. Aus dem Recht seiner Gattin Margaret war er ab 1357 auch Earl of Mar. Da sein Sohn, der 2. Earl, keine legitimen Nachkommen hatte, folgte diesem 1388 sein Onkel zweiten Grades Archibald Douglas als 3. Earl Douglas und seine Schwester Isabel Douglas als Countess of Mar. Dessen Sohn wurde am 19. April 1424 in Frankreich als Herzog von Touraine zum Pair de France erhoben. Beim Tod von dessen Enkel, dem 6. Earl Douglas, 1440, erloschen seine französischen Titel und der Earlstitel fiel an dessen Großonkel James Douglas, der bereits 1437 zum Earl of Avondale erhoben worden war. Dessen jüngerem Sohn, dem 9. Earl Douglas, wurde 1455 nach einer erfolglosen Rebellion alle seine Titel wegen Hochverrates aberkannt.

## Liste der Earls of Douglas (1358)
- William Douglas, 1. Earl of Douglas (1327–1384)
- James Douglas, 2. Earl of Douglas (um 1358–1388)
- Archibald Douglas, 3. Earl of Douglas (um 1325–1400)
- Archibald Douglas, 4. Earl of Douglas, 1. Duc de Touraine (um 1370–1424)
- Archibald Douglas, 5. Earl of Douglas, 2. Duc de Touraine (um 1390–1439)
- William Douglas, 6. Earl of Douglas, 3. Duc de Touraine (um 1424–1440)
- James Douglas, 7. Earl of Douglas, 1. Earl of Avondale (1371–1443)
- William Douglas, 8. Earl of Douglas, 2. Earl of Avondale (1425–1452)
- James Douglas, 9. Earl of Douglas, 3. Earl of Avondale (1426–1491) (Titel verwirkt 1455)